# The Downward Spiral
The Downward Spiral é o segundo álbum de estúdio da banda Nine Inch Nails lançada em 8 de março de 1994 pela Interscope Records. Foi considerado um dos melhores álbuns da década pouco após seu lançamento, tendo sido incluído na lista de discos essenciais de publicações  prestigiadas como a Spin ou a Rolling Stone.
O álbum é levemente conceitual, focado em um personagem que perde as suas crenças neste mundo e, desprovido de valores, entra numa espiral de decadência que acaba em sua morte. Durante o percorrer das faixas, o disco oferece outras metáforas cuja interpretação fica por conta do ouvinte, além de envolver temas como solidão, loucura, descrença religiosa e repulsa social. Muitos deles foram inspirados em discos como The Wall do Pink Floyd e Low do David Bowie.
Durante as turnês da época, Trent Reznor praticamente encarnou o personagem do disco através de performances semi-teatrais e improvisadas, que geralmente envolviam a destruição de instrumentos (principalmente quando estes apresentavam algum defeito) ou mesmo agressão fisíca aos outros integrantes da banda (algumas vezes não-intencionais).
The Downward Spiral tem participações especiais de músicos como Adrian Belew, guitarrista do King Crimson e Stephen Perkins, baterista do Jane's Addiction. Em termos de estrutura, o disco apresenta arranjos diferenciados e técnicas expansivas como o uso de trítonos dissonantes (Hurt), mudanças bruscas de dinâmica (Mr. Self Destruct) e assinaturas de tempo não-convencionais (March of the Pigs). Diversos efeitos foram manipuladas no estúdio para criar timbres originais, além do processamento de faixas de guitarra a ponto de torná-las quase aleatórias. Entre os diversos equipamentos que Reznor utilizou, estão o Pro Tools, o TurboSynth da digidesign, um rack head da Marshall, um sintetizador Prophet VS, e várias guitarras Jackson e Gibson.

## Faixas

### Versão Original
1. "Mr. Self Destruct" - 4:30
2. "Piggy" - 4:24
3. "Heresy" - 3:54
4. "March of the Pigs" - 2:58
5. "Closer" - 6:13
6. "Ruiner" - 4:58
7. "The Becoming" - 5:31
8. "I Do Not Want This" - 5:41
9. "Big Man With a Gun" - 1:36
10. "A Warm Place" - 3:22
11. "Eraser" - 4:54
12. "Reptile" - 6:51
13. "The Downward Spiral" - 3:57
14. "Hurt" - 6:13

- A versão japonesa contém a faixa bônus Dead Souls, cover de Joy Division e parte da trilha sonora do filme The Crow

### Versão Deluxe

#### Disco 1
- É idêntico à versão original. Uma curiosidade é que todas as músicas tiveram seu volume aumentado em 1 decibel.

#### Disco 2
- Coleção de remixes e b-sides

1. "Burn" (trilha sonora do filme Natural Born Killers) - 5:00
2. "Closer (Precursor)" (do halo Closer to God) (remixada por Danny Hyde) - 7:16
3. "Piggy (Nothing Can Stop Me Now)" (do halo Further Down the Spiral) (remixada por Rick Rubin) - 4:03
4. "A Violet Fluid" (do hal] March of the Pigs) - 1:04
5. "Dead Souls" (trilha sonora do filme The Crow) (cover do Joy Division - 4:53
6. "Hurt (Quiet)" (do halo Further Down the Spiral (US version)) (remixada por Trent Reznor) - 5:08
7. "Closer to God" (do halo Closer to God) (remixada por Trent Reznor, Sean Beavan e Brian Pollack) - 5:06
8. "All the Pigs, All Lined Up" (do halo March of the Pigs) - 7:26
9. "Memorabilia" - 7:22 (do halo Closer to God) (cover de Soft Cell)
10. "The Downward Spiral (The Bottom)" (do halo Further Down the Spiral) (remixada por John Balance, Peter Christopherson e Drew McDowall) - 7:32
11. "Ruiner (Demo)" - 4:51
12. "Liar (Reptile Demo)" - 6:57
13. "Heresy (Demo)" - 4:00

## Recepção e crítica
| Críticas profissionais | Críticas profissionais |
| Avaliações da crítica  | Avaliações da crítica  |
| Fonte                  | Avaliação              |
| ---------------------- | ---------------------- |
| Allmusic               | [ 4 ]                  |
| Punknews.org           | [ 5 ]                  |
| Rolling Stone          | [ 6 ]                  |
| Sputnikmusic           | [ 7 ]                  |

O álbum recebeu críticas positivas. Em Allmusic.com, o crítico Steve Huey afirma que o hit "Closer" fez de Trent Reznor uma espécie de "shaman pós-moderno" dos Anos 1990. O disco foi um sucesso comercial, certificado pela RIAA como disco de platina quádruplo, Na Billboard 200 o álbum alcançou o 2º lugar, passando 115 semanas no chart. Aparece na lista da Revista Spin, 125 Best Albums of the Past 25 Years (Os 125 melhores álbuns dos últimos 25 anos), na 10º posição.